# Carl Orlowski
Carl Orlowski (* 28. Juli 1851 in Bredinken, Ostpreußen; † 4. Oktober 1913 in Allenstein) war ein ostpreußischer Rittergutsbesitzer und Mitglied des Reichstags des Deutschen Kaiserreichs.

## Leben
Nach dem Besuch der Höheren Knabenschule in Allenstein leistete Orlowski von 1871 bis 1874 den Militärdienst bei den Gardes du Corps. Er erwarb 1878 das Gut Wagten im Kreis Braunsberg und nach dessen Verkauf 1879 das Rittergut Kutzborn im Kreis Allenstein. Er gehörte unter anderem der Landwirtschaftskammer und dem Kreistag in Allenstein an.
Am 27. Februar 1911 gewann er eine Ersatzwahl im Reichstagswahlkreis Regierungsbezirk Königsberg 9 und die Zentrumspartei und gehörte dem Reichstag bis zum Ende der Legislaturperiode im Jahre 1912 an.